# Greve no ensino público federal do Brasil em 2015
As paralisações nas instituições federais de ensino superior no Brasil começaram no dia 28 de maio de 2015 como forma de protesto aos cortes orçamentários e de reivindicação de reajuste salarial. O movimento iniciou com a adesão de 18 universidades (em sua maioria das regiões Norte e Nordeste) e tem como líder o Sindicato Nacional dos Docentes das Instituições de Ensino Superior (Andes). Os técnicos-administrativos dessas instituições também entraram em greve e foram criticados pelo Ministério da Educação. Além das reivindicações originais, os grevistas pedem melhores condições de trabalho, mais investimentos para a educação pública e reestruturação da carreira docente. No dia 2 de outubro, a greve tornou-se a mais longa da história das universidades federais, superando a de 2012, que durou 124 dias. Os técnicos-administrativos encerraram sua greve no dia 7 de outubro. No dia 11 de outubro, após 139 dias de mobilização, o ANDES anunciou o fim da greve tendo em vista a impossibilidade de negociação com o Governo Dilma.

## Andamento da greve
O indicativo de greve foi aprovado em 16 de maio de 2015 pela Associação Nacional dos Docentes do Ensino Superior. De início, a adesão foi pequena (apenas dezoito instituições) e concentrada principalmente no Norte-Nordeste do país. Na primeira semana, a maior universidade que aderiu ao movimento foi a Universidade Federal Fluminense (UFF), onde os acadêmicos chegaram a ocupar o prédio da reitoria. A primeira reunião entre o MEC e o Andes ocorreu em 10 de março, sem a presença do ministro da pasta.
Um dia antes do início da greve, o Ministério da Educação divulgou uma nota:
Durante todo o ano, o Governo Federal, e em especial o Ministério da Educação, dialoga com todos os setores das instituições federais de ensino superior – servidores, estudantes, professores e dirigentes – que apresentam as mais variadas demandas. Tal permanente diálogo demonstra a proximidade entre o Poder Público e a comunidade das universidades e institutos federais.

Este relacionamento visa sempre a uma maior integração e entendimento de todas as partes, de modo que a cada ano várias demandas se veem atendidas, enquanto outras são revisadas para serem ou não realizadas em momentos subsequentes. Normalmente o Poder Público atende tanto quanto pode, segundo realidades conjunturais, recursos disponíveis, agendas e acordos consagrados, sempre tendo em vista o superior fim que é a educação inclusiva de qualidade.
Um problema que o Poder Público enfrenta há algum tempo – e não apenas neste momento –, contudo, é a decisão pela greve sem que seja precedida por um amplo diálogo. Numa circunstância em que há vontade por parte do Governo de ouvir e discutir as demandas, as greves – que sempre acarretam prejuízos à própria comunidade, especialmente aos estudantes, e à sociedade como um todo, que contribui com seu trabalho para o financiamento do ensino superior público – só fazem sentido quando estiverem esgotados os canais de negociação.
O Ministério recebeu as entidades representativas de professores e servidores das universidades federais, nas últimas semanas, mas desde o início elas já informaram ter data marcada para a greve. Isto não é diálogo. O diálogo supõe a vontade de ambas as partes de conversar, só recorrendo à greve em último caso.
A resolução das divergências e necessidades que surgem para o entendimento entre as partes deve ocorrer – sempre que possível – pelo diálogo contínuo. Paralisações de viés combativo só devem acontecer quando não houver outros meios de resolver as questões. Se por um lado o Ministério ouve demandas sobre o que é preciso fazer e mudar na gestão das instituições federais – inclusive na gestão interna das próprias instituições, o que não é atribuição direta do MEC –, por outro recebe notas de perplexidade de todos aqueles que têm seu trabalho prejudicado e discordam dessa forma de condução do processo de greve.

O Ministério da Educação continua, portanto, aberto ao diálogo com a comunidade das instituições federais para, juntos, trilharmos os melhores caminhos para alcançar uma educação cada vez melhor neste País.— Nota do Ministério da Educação
O Andes respondeu ao comunicado em uma nota no dia 28 de maio, na qual exigia do governo negociação efetiva e o fim dos cortes na educação:
O movimento demonstra uma resposta política à indignação que tomou conta da categoria depois de tantas tentativas de negociação com o governo, sem resultados concretos. Destacamos que a última reunião de negociação com o governo ocorreu em 23 de abril de 2014, na qual foi assinado um acordo entre SESu/MEC e ANDES-SN em que o governo reconheceu a desestruturação da carreira e apontou para a continuidade da discussão conceitual da carreira dos docentes federais.

(...)
Os cortes no orçamento do MEC, efetuados pelo governo federal em 2015, têm trazido enormes prejuízos para o desenvolvimento das atividades acadêmicas nas IFE, aprofundando a precarização das condições de trabalho, a tal ponto que diversos setores estão inviabilizados de funcionamento. As condições de trabalho e estudo vêm se agravando dia a dia com falta de professores e técnico-administrativos, com a demora, interrupção e não execução de obras programadas, obrigando docentes e estudantes a desenvolverem atividades em containers bem como o não pagamento de serviços básicos  de funcionamento das IFE.
(...)
A defesa do ensino público, gratuito e de qualidade é parte integrante de toda história do movimento docente e um clamor da sociedade brasileira que luta para ver atendidas as suas necessidades de educação, saúde, segurança, transporte entre outros direitos socais. Obter adequadas condições de trabalho, valorização salarial e da carreira dos docentes é parte dessa luta.
Conclamamos a categoria docente a integrar esta jornada. Chamamos os demais segmentos da educação federal a estarem unidos nesta luta e solicitamos apoio de toda a sociedade.

Exigimos do governo negociação efetiva em torno da pauta já protocolada.— Nota oficial do Andes
No dia 22 de maio, os representantes do Andes se encontraram com o secretário de Ensino Superior (Sesu/MEC) Jesualdo Farias. Nessa reunião, segundo informações dos sindicalistas, não houve debate acerca das reivindicações dos docentes federais e o Ministério ainda negou o acordo assinado com o Sindicato Nacional em 2014. A terceira reunião entre a associação e o órgão foi realizada em 23 de junho, depois da deflagração de greve, e a Secretaria de Ensino Superior propôs reajuste salarial de 21,3% parcelados em quatro anos para todos os servidores públicos federais. A proposta foi rejeitada pelas seções sindicais.
No dia 1 de junho, o Partido Socialista dos Trabalhadores Unificado (PSTU) divulgou uma nota de apoio ao movimento paredista e afirmou que a "greve é uma necessidade" diante do cenário de ajuste fiscal e "crise nas universidades".
As universidades de Minas Gerais, Brasília, Pernambuco, Santa Maria e outras grandes instituições rejeitaram o indicativo de greve e mantiveram seu funcionamento normal. 
Em 22 de julho, houve uma nova reunião entre as partes. Desta vez o Ministério do Planejamento, Orçamento e Gestão também participou das negociações. A proposta de parcelamento em quatro anos foi mantida e, novamente, não contou com a presença do ministro da educação, Renato Janine Ribeiro.
Os professores da UFRGS, em assembleia docente, decidiram pelo encerramento da greve no dia 18 de agosto, tornando-se a primeira instituição a sair da mobilização.
No dia 21 de agosto, após dois meses de greve, a UFRJ anunciou sua saída do movimento, sendo a segunda instituição a decretar o fim da greve. Em assembleia realizada no dia 11 de setembro, os docentes da UFPR aprovaram a saída imediata da greve. O movimento grevista na UFOP acabou no dia 14 de setembro, mesmo dia que acabou na UNIRIO. Em Santa Catarina, os docentes da UFSC votaram pela suspensão do movimento paredista no dia 21 de setembro.
Em assembleia realizada no dia 24 de setembro, os professores da Universidade Federal de Alagoas decretaram o fim da greve na instituição. Na reunião, 130 docentes votaram pelo fim da greve e 93 pela permanência no movimento. Na UFMA, os docentes decidiram, por meio de um plebiscito eletrônico, suspender a greve no dia 27 de setembro. Dos 372 votantes, 305 votaram a favor do encerramento da mobilização grevista e 67 contra.
O dia 29 de setembro foi marcado por assembleias em diversos estados. Na UFF, os educadores decidiram suspender a paralisação e retomar as aulas no dia 5 de outubro. Em Goiás, os professores da UFG escolheram encerrar a paralisação que já durava 60 dias na instituição. Nas universidades federais do Amapá, Pará e da Bahia, a greve foi mantida.
Em seu 44° comunicado, emitido no dia 3 de outubro  de 2015, o Comando Nacional de Greve encaminhou a saída unificada do movimento. Segundo o Andes, as condições de mobilização e disposição de luta das bases estão desgastadas, indicando a necessidade de revigorar as estratégias da luta que incluem ações locais e nacionais na busca de efetivo atendimento à pauta de reivindicações. O sindicato pediu assembleias gerais nas universidades para definir a data de saída unificada da greve entre os dias 13 e 16 de outubro.
Nas assembleias realizadas, diversas instituições decidiram pelo fim do movimento. No dia 6 de outubro, a UFRB, a UFPB e a UFBA decidiram pela saída unificada para a semana seguinte. No dia 7, a UFLA, a UFPA, a UFMS e a UFC escolheram encerrar a greve. 
Com o fim da greve, o ANDES-SN divulgou uma carta à sociedade brasileira na qual apresenta as circunstâncias que levaram à greve da categoria. De acordo com a carta, "docentes de todo o país, vinculados em torno de 50 Instituições Federais de Ensino, estiveram unidos na luta em defesa do caráter público da educação se contrapondo e denunciando o projeto de privatização e mercantilização desse direito fundamental ao exercício pleno da cidadania." Por fim, firmam um compromisso de seguir firmes "na defesa de nossas bandeiras históricas, agradecemos o apoio obtido e conclamamos a todas e todos a se incorporarem a essa luta que não é só dos docentes, mas daqueles que desejam um país mais justo e igualitário e uma educação pública, gratuita e de qualidade para toda a população."

## Lista de instituições federais que aderiram à greve
Relação de IFES que entraram em greve ao longo do movimento, segundo a Associação Nacional dos Docentes do Ensino Superior.
1. Universidade Federal do Acre (UFAC)

1. Universidade Federal do Amazonas (UFAM)
2. Universidade Federal do Recôncavo da Bahia (UFRB)
3. Universidade Federal da Bahia (UFBA)
4. Universidade Federal de Rondônia (UNIR)
5. Universidade Federal Rural da Amazônia (UFRA)
6. Universidade Federal do Pará (UFPA)
7. Universidade Federal do Oeste do Pará (UFOPA)
8. Universidade Federal do Sul e Sudeste do Pará (UNIFESSPA)
9. Universidade Federal do Amapá (UNIFAP)
10. Universidade Federal do Maranhão (UFMA)
11. Universidade Federal da Paraíba (UFPB)
12. Universidade Federal da Paraíba (UFPB) campus Patos
13. Universidade Federal da Paraíba (UFPB) campus Cajazeiras
14. Universidade Federal de Campina Grande (UFCG)
15. Universidade Federal de Alagoas (UFAL)
16. Universidade Federal de Sergipe (UFS)
17. Universidade Federal do Triângulo Mineiro (UFTM)
18. Universidade Federal de Lavras (UFLA)
19. Universidade Federal de Ouro Preto (UFOP)
20. Universidade Federal do Paraná (UFPR)
21. Universidade Federal do Mato Grosso (UFMT)
22. Universidade Federal do Mato Grosso (UFMT) campus Rondonópolis
23. Universidade Federal dos Vales do Jequitinhonha e Mucuri (UFVJM)
24. Universidade Federal dos Vales do Jequitinhonha e Mucuri (UFVJM) campus Mucuri
25. Universidade Federal dos Vales do Jequitinhonha e Mucuri (UFVJM) campus Diamantina
26. Universidade Federal dos Vales do Jequitinhonha e Mucuri (UFVJM) campus Unaí
27. Instituto Federal de Minas Gerais (IFMG)
28. Universidade Federal do Vale do São Francisco (UNIVASF)
29. Universidade Federal do Estado do Rio de Janeiro (UNIRIO)
30. Universidade Federal de Goiás (UFG)
31. Universidade Federal de Goiás (UFG) campus Catalão
32. Universidade Federal de Goiás (UFG) campus Jataí
33. Universidade Federal Fluminense (UFF)
34. Universidade Federal do Rio de Janeiro (UFRJ)
35. Universidade Federal do Rio de Janeiro (UFRJ) campus Macaé
36. Universidade Federal do Tocantins (UFT)
37. Universidade Federal do Ceará (UFC)
38. Universidade Federal do Rio Grande do Sul (UFRGS)
39. Universidade Federal de Santa Catarina (UFSC)
40. Universidade Federal de Juiz de Fora (UFJF)
41. Universidade Federal de Roraima (UFRR)
42. Universidade Federal Rural do Semiárido (UFERSA)
43. Universidade Federal do Oeste da Bahia (UFOB)
44. Universidade Federal da Grande Dourados (UFGD)
45. Instituto Federal do Mato Grosso (IFMT)
46. Universidade Federal de Mato Grosso do Sul (UFMS)
47. Universidade Federal do Mato Grosso do Sul (UFMS) campus Três Lagoas
48. Universidade da Integração Internacional da Lusofonia Afro-Brasileira (UNILAB)
49. Instituto Federal do Sudeste de Minas Gerais (IF Sudeste)
50. Universidade Federal do Piauí (UFPI)
51. Universidade Federal do Cariri (UFCA)
52. Instituto Federal da Paraíba (IFPB)